# Бериловка
Бери́ловка (укр. Берилівка) — село, расположенное на территории Городнянского района Черниговской области (Украина). Расположено на реке Тетева и при впадении притока Глиненка.

## География
Расположено в 27 км на северо-восток от райцентра Городни. Ближайшая ж/д станция — Лукошко, 20 км (по грунтовым дорогам).

## Население
Численность населения Бериловки — 74 человека (2006).

## Местный совет
Входит в состав Сеньковского сельского совета.
Адрес местного совета: 15125, Черниговская обл., Городнянский р-н, село Сеньковка, ул. Ленина, 4.

## Известные уроженцы
В селе родилась языковед Белая Александра Сергеевна (1934—1996).